# Stefan Salvatore
Stefan Salvatore a Vámpírnaplók című amerikai fantasy tévéfilmsorozat egyik főszereplője. Megtestesítője Paul Wesley.

## Szerepe
Stefan Salvatore egy 171 éves vámpír, aki inkább visszahúzódó típus, és szeret a háttérben meghúzódni. 
Mystic Fallsba költözik, ahol megismerkedik Elena Gilberttel, aki kísértetiesen hasonlít régi szerelmére, Katherine Pierce-re. A lány felkelti figyelmét, és miatta a városban marad. Testvére; Damon Salvatore is megjelenik, akivel egykori szerelmük miatt még mindig rivalizálnak. Hamarosan kiderül, hogy a testvérpár vámpír. Stefan csak állati vérrel táplálkozik, próbál jó lenni, még vámpírként is. Damon azonban nem visszakozik az öléstől, lelkiismeret nélkül gyilkol. Bosszút esküdött öccsének, mert szerinte ő az oka annak, hogy Katherine-t elveszítették. Ahol csak tud, keresztbe tesz Stefannak, akinek titkára időközben rájön Elena. A lány őrlődik, de végül a fiú mellett marad. Damon megváltozik, és hármasban oldják meg a kisváros gondjait, ahol nem egyszer jelennek meg vámpírok. Stefan már nem a régi, néha ő is iszik embervért, vannak mélypontjai, míg Damon megjavul. Katherine és Elena már nemcsak külsőre hasonlítanak egymásra – Damon is beleszeret Elenába, és testvérével versenyeznek a lány kegyeiért.

## Jellemzők
A bőre sápadt, a haja sötétbarna, zöld szemei vannak. Kicsivel magasabb, mint a bátyja. Stefan nem olyan erős, mint a többi vámpír, mert állati vérrel táplálkozik, ezért könnyebben legyőzhető.
Elenáért bármit megtenne, hogy biztonságban tudja. Egy nemesi családból származik, édesapja kedvenc fia volt. Visszatért Mystic Fallsba, mert 1847-ben ott született. Testvérével emberként jó kapcsolatot ápolt, de Katherine elvesztése elmérgesítette kapcsolatukat.